# 陳日來
陳日來，福建省泰寧縣人，清朝政治人物，廩貢出身，於1750年（乾隆15年）奉旨擔任台灣府鳳山縣訓導。負責鳳山縣一帶教育方面的事務。
| 前任： 朱澐 | 台灣鳳山縣訓導 1750年上任 | 繼任： 李騰瑢 |